# Куркиоя
Куркиоя — река в России, протекает по территории Амбарнского сельского поселения Лоухского района Республики Карелии. Впадает в Топозеро на высоте 109,5 м над уровне моря. Длина реки составляет 10 км.
Исток Куркиоя — озеро Шуари. Высота истока — 152,1 м над уровнем моря.

## Данные водного реестра
По данным государственного водного реестра России относится к Баренцево-Беломорскому бассейновому округу, водохозяйственный участок реки — Ковда от истока до Кумского гидроузла, включая озёра Пяозеро, Топозеро. Речной бассейн реки — бассейны рек Кольского полуострова и Карелии, впадает в Белое море.
Код объекта в государственном водном реестре — 02020000412102000000222.